# ألوني
ألوني (بالفارسية: آلونی) هي مركز مقاطعة خان ميرزا في محافظة تشهارمحال وبختياري في إيران. يقدر عدد سكانها بـ 2,297 نسمة.